# Kabinett Maier (Baden-Württemberg)
Das Kabinett Maier wurde als vorläufige Landesregierung des neu gebildeten Südweststaats in der 4. Sitzung der Verfassunggebenden Landesversammlung am 25. April 1952 unmittelbar nach der Wahl Reinhold Maiers zum Ministerpräsidenten ernannt. Am 29. Mai 1952 wurde die Landesregierung durch den Landtag bestätigt und die Kabinettsmitglieder wurden vereidigt. Am 30. September 1953 beschloss das Kabinett im Lichte der Ergebnisse der Bundestagswahl 1953 seinen Rücktritt und amtierte bis zur Amtsübernahme der zweiten vorläufigen Landesregierung unter dem neu gewählten Ministerpräsidenten Gebhard Müller am 7. Oktober 1953.

## Kabinett
| Amt | Name                                                                              | Partei | Partei  |
| --- | --------------------------------------------------------------------------------- | ------ | ------- |
| Ministerpräsident | Reinhold Maier                                                                    |        | FDP/DVP |
| Stellvertreter des Ministerpräsidenten                                                                                                   | Hermann Veit                                                                      |        | SPD     |
| Wirtschaftsminister | Hermann Veit                                                                      |        | SPD     |
| Innenminister | Fritz Ulrich                                                                      |        | SPD     |
| Justizminister | Viktor Renner (bis 15. Mai 1953)                                                  |        | SPD     |
| Justizminister | Reinhold Maier (15. Mai 1953 bis 11. Juli 1953)                                   |        | FDP/DVP |
| Justizminister | Richard Schmid (Staatssekretär mit Stimmrecht in der Regierung, ab 11. Juli 1953) |        | SPD     |
| Kultminister | Gotthilf Schenkel                                                                 |        | SPD     |
| Finanzminister | Karl Frank                                                                        |        | FDP/DVP |
| Landwirtschaftsminister ab 4. Mai 1953: Minister für Ernährung, Landwirtschaft und Forsten                                               | Friedrich Herrmann                                                                |        | FDP/DVP |
| Arbeitsminister | Ermin Hohlwegler                                                                  |        | SPD     |
| Minister für Heimatvertriebene und Kriegsgeschädigte; ab 14. September 1953: Minister für Vertriebene, Flüchtlinge und Kriegsgeschädigte | Eduard Fiedler                                                                    |        | BHE     |
| Parlamentarischer Staatssekretär für die Ausarbeitung und Vollziehung der Verfassung                                                     | Edmund Kaufmann                                                                   |        | FDP/DVP |